# Lilith Kampffmeyer
Lilith Kampffmeyer (* 1997 in Dachau) ist eine deutsche Theater- und Filmschauspielerin und Fotografin.

## Leben
Sie wuchs in einem Dorf bei Ingolstadt auf. Zwischen 2010 und 2013 war sie an der TASK Kinder- und Jugendschauspielschule in München. Als Jugendliche war sie am Gärtnerplatz-Theater und dem Residenztheater. 2017 besuchte sie Kurse an der Royal Academy of Dramatic Art. Sie studierte Fotodesign an der Hochschule für angewandte Wissenschaften München.
Ihr Debüt gab sie 2018 in Holy Moms. Anschließend spielte sie 2019 in dem Film All I Never Wanted mit. Unter anderem spielte sie in Tanze Tango mit mir mit. Im selben Jahr trat sie in zwei Episoden in der Serie Katakomben auf. 2023 bekam sie eine Rolle in Watzmann ermittelt.

## Filmographie
- 2018: Holy Moms
- 2019: All I Never Wanted
- 2021: Tanze Tango mit mir
- 2021: Katakomben (2 Folgen)
- 2021: Der Alte
- 2021: Wir Gegen Uns
- 2022: Lieferissimo
- 2023: Watzmann ermittelt
- 2023: Toni, männlich, Hebamme: Eine Klasse für sich